# سفارة منغوليا في بولندا
سفارة منغوليا في بولندا هي أرفع تمثيل دبلوماسي لدولة منغوليا لدى بولندا. تقع السفارة في وارسو وهي تهدف لتعزيز المصالح المنغولية في بولندا.

## وصلات خارجية
- الموقع الرسمي
- قائمة سفارات منغوليا
- قائمة السفارات في بولندا